# Estação Cardoso de Moraes (Viúva Garcia)
Estação Cardoso de Moraes (Viúva Garcia) é uma estação do sistema BRT (Bus Rapid Transit) Transcarioca, da Cidade do Rio de Janeiro.

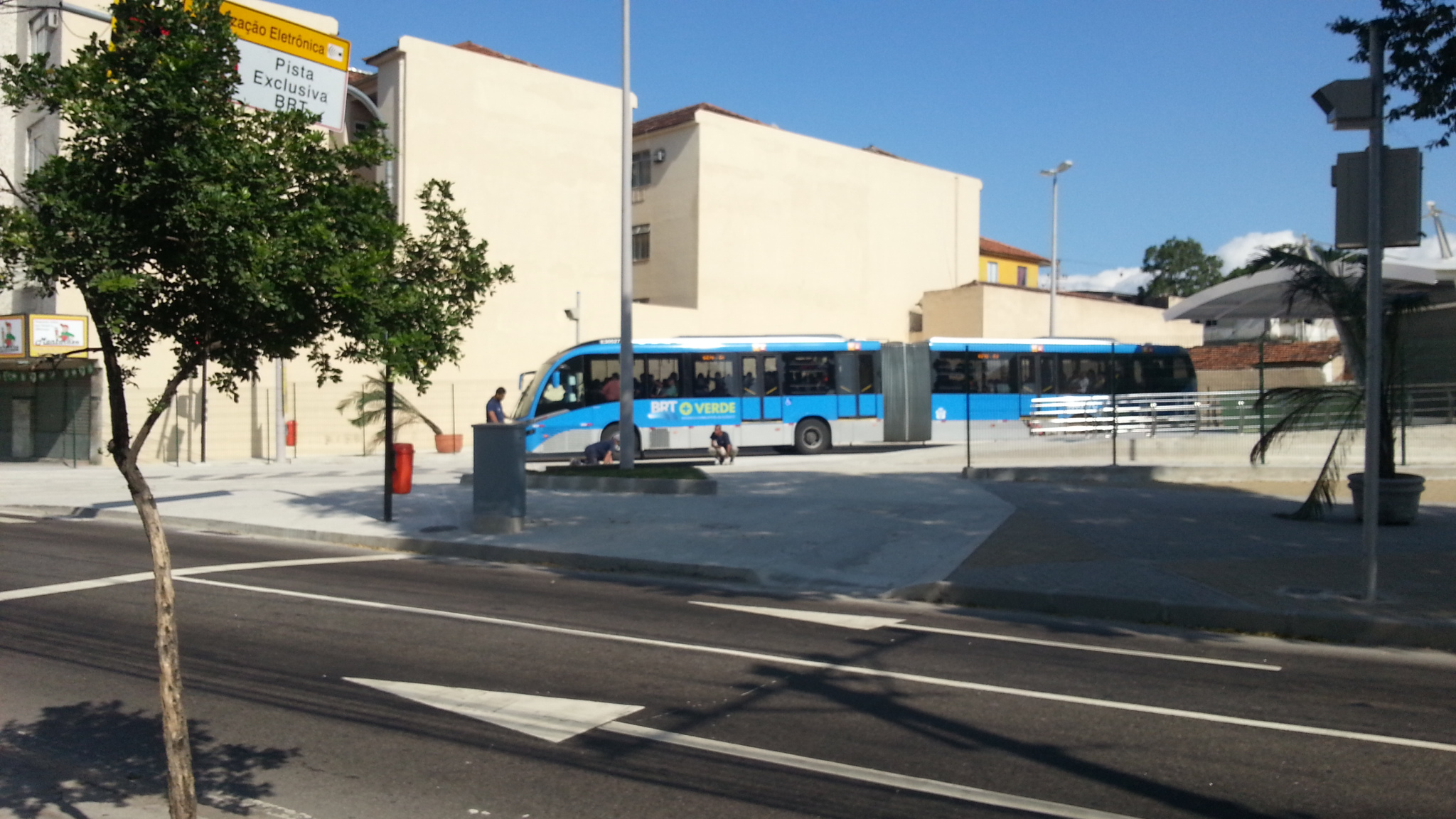
Estação BRT Cardoso de Moraes (Viuva Garcia) em Ramos

## A Estação

Estação Cardoso Morais (Viúva Garcia) - BRT Transcarioca

Construída em 2014 na esquina da Rua Cardoso de Morais e Travessa Viuva Garcia no bairro de Ramos para atender ao BRT Transcarioca, foi batizada com os nomes das ruas com que se conecta. Foi uma das ultimas do sistema a serem inauguradas, pois o trecho em Ramos foi o ultimo da obra a ser concluído.
Não prevista no projeto original, sua construção foi resultado de uma complexa história envolvendo o trajeto e seus impactos.

## História da Estação

### Projeto Original do Transcarioca
Concebido originalmente como Corredor T5, as Estações entre a Penha e o Aeroporto do Galeão não eram previstas originalmente, dentre as quais as que ficariam em Olaria, Ramos, Maré e Fundão. O motivo da extensão do Corredor T5 até o Aeroporto do Galeão, cruzando os bairros da Zona da Leopoldina, foi divulgado como a necessidade de ligação do mesmo à um transporte de massa da Cidade do Rio de Janeiro que estava sendo criado: o BRT Transcarioca.

### 1ª versão
Sem licenciamento ambiental prévio, o não previsto lote denominado 2 (Penha - Aeroporto do Galeão na Ilha do Governador) passou a ser tratado como subprojeto do corredor Transcarioca. Minimamente o desenho do projeto do lote teve que ser definido para assegurar a emissão e aprovação de um Relatório Ambiental Simplificado em conformidade a  Lei Estadual n° 1.356, de 3 de outubro de 1988, e sem contar com o mesmo prazo para estudos do lote 1 (Barra da Tijuca - Penha) que começou a ser planejado na década de 80 do século passado, este desenho do projeto foi elaborado rapidamente.
Em sua primeira proposta, a opção foi pelo trajeto praticamente em linha reta, com um viaduto próximo a Estação de trens Olaria e seguiria pela Estrada Engenho da Pedra até um viaduto que seria construído sobre a Av. Brasil em direção ao Aeroporto do Galeão, desapropriando cerca de 600 imóveis predominantemente residenciais, o que gerou uma onda de protestos dos moradores de Olaria  e uma decisão do INEA, que acabou resultando na alteração do trajeto e um novo desenho.

### 2ª versão
O novo trajeto previa outras desapropriações, já que em opção a Estrada Engenho da Pedra, utilizaria-se a Rua Vassalo Caruso, Rua Uranos, ligada através de um viaduto com a Rua Emilio Zaluar e Av. dos Campeões até uma nova proposta de viaduto sobre a Av. Brasil, em direção ao Aeroporto do Galeão. Este novo trajeto atingiria com demolições uma área comercial do bairro de Ramos,  que além de ter imóveis tombados e uma tradicional instituição de ensino da região, o Colégio Pio XI , impactaria em pelo menos 1000 empregos diretos no bairro. Uma outra onda de protestos foi gerada para que o trajeto voltasse a ser pela Estrada do Engenho da Pedra.

### 3ª versão
O projeto final que criou esta Estação do BRT foi definido considerando a paralelização ao Ramal Saracuruna da Supervia através da Rua Vassalo Caruso, com um viaduto batizado como Renatinho Partideiro sobre a Estação de trens de Ramos e inevitáveis desapropriações  nas ruas que batizam a Estação, feita em uma curva na descida do viaduto para conexão posterior a Rua Emilio Zaluar, Av dos Campeões até o viaduto na Av. Brasil. Desta vez, com o prazo da Copa do Mundo 2014 eminente, a divulgação do traçado definitivo não foi clara até a efetiva construção.

### Resultados
Com dois projetos rejeitados pela população, o terceiro trajeto acabou criando esta estação desconexa a estrutura da Supervia, mesmo com um pleito feito pela população de conexão entre os modais.
Como este projeto final também não foi previamente analisado, seus impactos acabaram se tornando um caso de estudo para a ONG ITDP Brasil, que identificou a necessidade de várias correções e melhorias do entorno da estação. 
Outra consequência que ganhou destaque na mídia sobre esta Estação foi a perda de área pública de lazer no local onde foi colocada a estação, em consonância ao que a obra fez em todo o trajeto no bairro de Ramos, o que contradisse o Relatório Ambiental Simplificado do Trecho 2 do BRT Transcarioca, onde a Secretaria Municipal de Obras afirma que no bairro de implantação desta Estação o número de praças e parques era insuficientes para a população local.
Através de denúncia, tanto o Tribunal de Contas do Município do Rio de Janeiro quanto o ex-Secretario Municipal de Obras da gestão Eduardo Paes foram implicados em escândalos envolvendo a construção do Lote 2 deste corredor de ônibus. O Lote 2 foi exatamente este que ganhou várias versões que não zelaram pelo disposto no Relatório Ambiental e na Lei Orgânica Do Município.